# David Wark Griffith
David Llewelyn Wark Griffith (Floydsfork, 22. siječnja 1875. – Hollywood, 23. srpnja 1948.), američki filmski redatelj i producent.
Mnogi ga smatraju stvarnim utemeljiteljem filma kao posebne umjetnosti. Uvođenjem novih strukturalnih elemenata na planu filmskog izraza, npr. krupni plan, složeniji oblici montaže i dr., radikalno je odvojio umjetnost filma od drugih umjetnosti, posebno od kazališne. 
Snažno je utjecao na teoretsku misao i stvaralaštvo svojih suvremenika. Ejzenštejn je čak tvrdio da mu duguje "sve bitno". Okušao se mnogim žanrovima (povijesna djela, epopeje, melodrame, komedije, avanturistička ostvarenja). S Charliem Chaplinom, Mary Pickford i Douglasom Fairbanksom osnovao je poduzeće "United Artist" kako bi dobili stvaralačku i umjetničku samostalnost, a ne bili podređeni komercijalnim studijima. S namjerom da prikaže nehumanost, njegov najpoznatiji film Rođenje nacije (1915.) donio je profit, ali je također izazvao brojne kontroverze jer je Afroamerikance prikazao u negativnom svjetlu i proslavio Ku Klux Klan. Sljedeći film Netrpeljivost (1916.) snimio je kao odgovor kritičarima, a ne kao ispriku zbog negativnog prikaza Afroamerikanaca. Nekoliko kasnijih Griffithovih filmova također je bilo uspješno, uključujući Broken Blossoms (1919), Put prema istoku (1920) i Siročad iz oluje (1921), ali visoki troškovi koje je imao za produkciju i promociju doveli su ga do komercijalnog neuspjeha. Do svog posljednjeg igranog filma, Bitka (1931.), snimio je otprilike 500 filmova.  
Griffith je snimio dva zvučna filma, Abraham Lincoln (1930) i Bitka (1931), no oba su doživjela neuspjeh time shvativši da zaostaje i da je prevladan u mediju koji je stvorio. Povukao se iz filma, provevši posljednjih deset godina života sam u holivudskom hotelu Knickerbocker.  
David Walk Griffith umro je 23. srpnja 1948.  

## Rani život
Rođen 22. siječnja 1875. odrastao je ocem Jacobom i majkom Mary Perkins na farmi u Kentuckyju. Griffith dolazi iz obitelji liječnika, potpukovnika i gorljiva pristaše Konfederacije u Američkom građanskom ratu. Odgojen na farmi, svoje obrazovanje započinje u seoskoj jednosobnoj školi u kojoj je učiteljica njegova starija sestra Mattie. Nakon očeve smrti, kad je Griffith imao 10 godina obitelj se našla u siromaštvu i dugovima.
Kad je Griffith imao 14 godina, njegova je majka napustila farmu i preselila obitelj u Louisville u Kentuckyju. Potom je Griffith napustio srednju školu kako bi pomogao financijski uzdržavati obitelj, zaposlivši se kao trgovac, a kasnije u knjižari. Kreativnu karijeru započeo je putujući kazališni glumac. U međuvremenu je učio kako postati dramatičar, ali nije imao puno uspjeha - samo je jedna od njegovih drama prihvaćena za izvedbu. Putovao je u New York 1907. godine, pokušavajući prodati scenarij producentu Edwinu Porteru. Međutim, Porter je odbio scenarij, ali mu je dao ulogu u filmu Spašeni iz orlovog gnijezda (1908.). Tada je odlučio postati glumac i pojavio se u mnogim filmovima kao statist.

## Filmska karijera
1908. Griffith doživljava prekretnicu u svojoj karijeri kad je napravio kratki film The Adventures of Dollie u kojem je glumila njegova supruga Linda Arvidson. Te je godine snimio još 48 kratkih filmova za tvrtku Biography. Novinu koju je 1909. uveo je metoda “cross-cuttinga” kada je radio na filmskoj adaptaciji novele The Cricket on the Hearth Charlesa Dickensa, a inspiraciju je dobio iz romana Oliver Twist. Sljedećih pet godina, Griffith je radio je anonimno jer studio nije htio objaviti imena svojih talenata te je režirao stotine filmova koji su uveli novosti u filmski svijet i jezik. U suradnji sa snimateljem GW “Billy” Bitzerom uvodi dinamičnost i maštovitost u filmskoj industriji. Radeći na efektima i kretanju kamere, osvjetljenju, krupnim planovima i montaži, obojica su stvorili koordiniranu kinematografsku tehniku koja je filmovima davala osnovnu gramatiku i transformirala film u umjetničku formu. Njegova upotreba krupnih planova i srednjih kadrova omogućila je gledatelju suosjećanje s osjećajima koje izražavaju likovi; njegov ritmički stil montaže intenzivirao je dramu; njegovi su panoramski dugi kadrovi stvorili dojam epske veličine; a njegove inovacije u osvjetljenju uz pomoć Bitzera dodale su raspoloženje i estetsku kvalitetu slikama. Do rujna 1913. režirao je oko 450 filmova no oni su velikim dijelom izgubljeni, ali već je u tim filmovima pokazao iznimnu sposobnost kreativnog sjedinjavanja vlastitih otkrića i postupaka drugih redatelja. Odnosi se to ponajprije na montažu; nenadmašiv je majstor ritmičke i paralelne montaže – u prizorima potjera (tzv. chase films) te onima koji završavaju “spasom u posljednjem trenutku”. Žanrovski naginje akcijskim filmovima, ubrzo i melodramama s likovima pouzdanih muškaraca koji pomažu bespomoćnim junakinjama, ali sve češće režira i filmove s radnjom u prošlosti, socijalnokritičke filmove i komedije; jedan je od preteča slapsticka, kao i prvog gangsterskog filma (The Musketeers of Pig Alley, 1912), a okušava se i u neobično ambicioznim filmovima, npr. Čovjekova geneza (1912), u kojemu ilustrira teorije Charlesa Darwina. 
Griffith je napustio Biograph zbog otpora tvrtke prema njegovim ciljevima i prekoračenja troškova filma. Poveo je sa sobom društvo glumaca i pridružio se tvrtki Mutual Film i Harryju Aitkinu kako bi osnovao svoju tvrtku. Tamo je koproducirao biografski akcijski film "Život generala Ville" u kojem glumi Pancho Villa, snimljen na lokaciji u Meksiku tijekom građanskog rata. Vrlo uspješan, pod utjecajem talijanskih spektakala 1914. režirao prvi američki cjelovečernji film Judita iz Betulije, a zatim dva filma koji su mu namrli pridjevak "oca filmske umjetnosti".
Griffith je 1915. režirao i producirao The Clansman poznatiji i kao Rođenje jedne nacije koji se smatra jednim od ranih dugometražnih američkih filmova, a nastao je na temelju romana Clansman: Povijesna romansa Ku Klux Klana Thomasa Dixona mlađeg. Film je imao uspjeha te je postao najgledanijim američkim nijemim filmom, ali izazvao je puno kontroverzi zbog prikaza ropstva, Ku Klux Klana i rasnih odnosa u Američkom građanskom ratu i obnovi Sjedinjenih Država. Vjerovao je da je predstavio antiratni film i točnu sliku građanskog rata i američke obnove, bio je šokiran optužbama za rasizam i bijesan zbog pokušaja suzbijanja svog filma. U svojom pamfletu iz 1916. Uspon i pad slobodnog govora u Americi napao je cenzore za koje je smatrao da ograničavaju razvoj filmske umjetnosti smanjujući slobodu izražavanja. Nakon toga, Griffith je snimio Netrpeljivost - film od četiri priče iz četiriju epoha (Babilon, razapinjanje Krista, Bartolomejska noć, suvremeni Chicago). Film je doživio daleko veći uspjeh u zemljama poput Rusije i Japana. Film se deset godina prikazivao u SSSR-u i imao je snažnog utjecaja na sovjetske filmaše 1920-ih. U Japanu se razvio novi kinematografski stil. U Francuskoj, Njemačkoj i Skandinaviji Griffithova epika utrla je put generaciji filmaša da stvore njihova najveća dostignuća, dok je u Sjedinjenim Državama utjecao na redatelje kao što su Cecil B. DeMille, Rex Ingram, Erich von Stroheim i King Vidor. Troškovi produkcije iznosili su tada basnoslovnih 2 milijuna dolara, samo u priči iz Babilona sudjelovalo je oko 4000 statista, a sveukupno je snimljeno oko 100 000 metara filma, što je Griffithu trebalo dva mjeseca za montirati. Zanimljivo je i da je film realiziran bez knjige snimanja, a prikazivan je i u koloriranoj verziji. Ostvario je, međutim, tek prosječan utržak – struktura filma bila je publici odbojna. Upravo mu je zadnji film nanio materijalne štete zbog manjka promocije, ali i zato što je sam financirao film iza čega je uslijedilo njegovo povlačenje iz filmske industrije unatoč brojnim pokušajima kroz karijeru. Ta dva filma donijela su mu naziv “oca filmske umjetnosti”.  

## Kasnija filmska karijera
Iako je njegova tvrtka United Artist opstala koju je osnovao 1919. godine, povezanost s njom bila je kratkog vijeka. Najpoznatiji filmovi iz ovog razdoblja Broken Blossoms (1919), Put prema istoku (1920), Vjerna Susie (1919.), Siročad iz oluje (1921), Ulica snova (1921), Jedna uzbudljiva noć (1922), Amerika (1924). 
Griffith je bio prisiljen napustiti United Artist nakon što je Nije li život divan? (1924.) propao na blagajni što je dovelo do razlaza s ostalim partnerima, jer su svi njegovi filmovi, s izuzetkom Put prema istoku, predstavljali komercijalne neuspjehe. 
Režirao je ukupno 471 kratkometražni film (od kojih mu se tridesetak ne može sa sigurnošću pripisati), 33 dugometražnih filma, producirao 16 filmova drugih redateljâ i bio scenarist za 5 filmova.

## Ostavština
Unatoč položaju D. W. Griffitha u povijesti filma kao najutjecajnijeg redatelja, većina filmskih analitičara još uvijek nije u potpunosti asimilirala njegovo nasljeđe. Iako je nemoguće ignorirati njegov opširan rad i toliko toga napisanog o njemu, možda ga samo manjina  potpuno cijeni kao složenog umjetnika s istinskom vizijom. U najboljem slučaju, uzimao se zdravo za gotovo kao oca narativne kinematografije, a u najgorem da je više puta osuđivan kao rasist američke povijesti. Šezdesete I sedamdesete godine prošloga stoljeća označavale su vrh Griffithove postumne reputacije i vrijeme u kojem su brojni kritičari počeli preispitivati njegov opus u cjelini i osporavati široko utvrđeni mit o redateljevom umjetničkom padu. Nije se to posve slučajno već je proizašlo iz antiratnih osjećaja i protivljenja Vijetnamskom ratu što je kulminiralo stvaranjem prigodne poštanske marke 1975. godine tijekom njegove stote obljetnice. 
Glumac i redatelj Charlie Chaplin smatrao je Griffitha “učiteljem sviju nas”. Filmaši kao što su Alfred Hitchcock, Lev Kuleshov, Jean Renoir, Cecil B. DeMille, King Vidor, Victor Fleming, Raoul Walsh, Carl Theodor Dreyer, Sergej Eisenstein i Stanley Kubrick cijenili su Griffitha i njegov rad. Griffith je prvi shvatio kako se određene filmske tehnike mogu koristiti za stvaranje izražajnog jezika; popularno je priznanje stekao objavljivanjem njegova Rođenja nacije (1915). Njegovi kratki filmovi poput The Musketeers of Pig Alley (1912.) pokazuju da je Griffithova pažnja usmjerena prema postavljanju kamere i osvjetljenju u svrhu pojačavanja raspoloženja i stvaranja napetosti. Stvarajući Netrpeljivost, Griffith je otvorio nove mogućnosti za medij, stvarajući oblik koji se više oslanja na glazbu nego na tradicionalno  pripovijedanje. Veliki dio Griffithove ostavštine je taj što je produbio rasističke stereotipe i otvorio vrata predrasudama u hollywoodskom filmu. Odbijajući se ispričati za poruke u svojim filmovima, pomogao je omogućiti ponovno oživljavanje Ku Klux Klana u 1910-ima i 1920-ima, omogućujući početak nasilja nad Afroamerikancima i manjinama u Sjedinjenim Državama. Priča o izgubljenom uzroku nakon građanskog rata koju su izmislili konfederacijski političari i vojska smatrana je činjeničnom poviješću nakon što je publika vidjela film na velikom ekranu.
- 1953. godine Directors Guild of America (DGA) ustanovio je nagradu D. W. Griffith. Međutim, 15. prosinca 1999. tadašnji predsjednik DGA-a Jack Shea i nacionalni odbor najavili su da će nagrada biti preimenovana u "DGA Lifetime Achievement Award". Izjavili su da je njegov film Rođenje nacije pomogao potaknuti nesnosne rasne stereotipe te da je stoga bolje ne imati glavnu nagradu s njegovim imenom.
- 22. siječnja 2009. Oldham History Center u La Grangeu, Kentucky, otvorio je kazalište s 15 sjedećih mjesta u čast Griffitha. U kazalištu se nalazi biblioteka dostupnih Griffithovih filmova.
- Srednja škola u Los Angelesu nazvana po Griffithu 2015. pokrenula je peticiju za promjenu imena škole[6]

## Filmovi
- The Adventures of Dollie (1908),
- The Musketeers of Pig Alley (1912),
- Rođenje nacije (1915),
- "Netrpeljivost (1916),
- Broken Blossoms (1919),
- Vjerna Susie (1919),
- Put prema istoku (1920),
- Siročad iz oluje(1921),
- Ulica snova (1921)
- Jedna uzbudljiva noć (1922),
- Amerika (1924).

## Vanjske poveznice
- D.W. Griffith na Internet Movie Databaseu